# NGC 5189
NGC 5189 je planetna maglica u zviježđu Mušici. 
Prvi ju je otkrio Dunlop koji su je katalogizirao kao  Δ252.
Sve do 1960-ih mislilo se za nju da je svijetla emisijska maglica. Karl Gordon Henize bio je prvi koji ju je opisao kao kvaziplanetnoj, bazirano na spektralnim emisijama. Henizeova bilješka datira iz 1967. godine. Gledana kroz teleskop oblika je slova S, što podsjeća na prečkastu spiralnu galaktiku. Taj oblik i točkasto simetrični čvorovi u maglici dugo su vremena davali osnove pretpostavkama astronomima da je nazočna binarna zvijezda. Promatranja s južnoafričkog velikog teleskopa konačno su pronašla pratitelja bijelog patuljka u 4,04-dnevnoj orbiti oko rijetke Wolf-Rayetove središnje zvijezde male mase u NGC 5189.

## Vanjske poveznice
- (engl.) SEDS: NGC 5189
- (engl.) Revidirani Novi opći katalog
- (engl.) Izvangalaktička baza podataka NASA-e i IPAC-a
- (engl.) Astronomska baza podataka SIMBAD
- (engl.) VizieR